# Coupe d'Espagne de football 2015-2016
Navigation
Coupe d'Espagne 2014-2015 Coupe d'Espagne 2016-2017
La Coupe d'Espagne de football 2015-2016, ou Coupe du Roi, est la 113e édition de cette compétition dont le tenant du titre est le FC Barcelone.
83 équipes de première, deuxième et troisième division prennent part à la compétition. Les équipes filiales (équipes réserves) ne participent pas. Le vainqueur de la Coupe du Roi se qualifie pour disputer la phase de groupes de la Ligue Europa 2016-2017 et pour la Supercoupe d'Espagne 2016.
La finale entre le FC Barcelone et le Séville FC a lieu le 22 mai 2016 à Madrid au Stade Vicente-Calderón. Barcelone gagne 2 à 0 et remporte ainsi sa 28e Coupe d'Espagne.

## Équipes qualifiées
Sont qualifiées pour la Coupe du Roi 2015-2016 :
- les vingt équipes de Première division ;
- les vingt-deux équipes de Segunda División A ;
- vingt-cinq équipes de Segunda División B. Ce sont les cinq premiers de chacun des quatre groupes qui composent la Segunda División B, plus les cinq équipes avec le plus de points à la fin de la saison précédente, qui participent à la Coupe du Roi ;
- dix-huit équipes de Tercera División. Ce sont les champions 2015 de chacun des 18 groupes qui composent la Tercera División qui participent à la Coupe du Roi.

## Résultats

### Seizièmes de finale
| Club recevant    | Résultat cumulé | Club visiteur             | Aller  | Retour |
| ---------------- | --------------- | ------------------------- | ------ | ------ |
| CF Villanovense  | 1 - 6           | FC Barcelone              | 0 - 0  | 1 - 6  |
| Cadix CF         | 3 - 0           | Real Madrid               | Annulé | Annulé |
| Barakaldo CF     | 1 - 5           | Valence CF                | 1 - 3  | 0 - 2  |
| CF Reus Deportiu | 1 - 3           | Atlético Madrid           | 1 - 2  | 0 - 1  |
| UD Logroñés      | 0 - 5           | Séville FC                | 0 - 3  | 0 - 2  |
| RB Linense       | 0 - 8           | Athletic Bilbao           | 0 - 2  | 0 - 6  |
| SD Huesca        | 3 - 4           | Villarreal CF             | 3 - 2  | 0 - 2  |
| UD Almería       | 1 - 4           | Celta de Vigo             | 1 - 3  | 0 - 1  |
| CD Leganés       | 2 - 2E          | Grenade CF                | 2 - 1  | 0 - 1  |
| UE Llagostera    | 2 - 3           | Deportivo La Corogne      | 1 - 2  | 1 - 1  |
| CD Mirandés      | 3 - 1           | Málaga CF                 | 2 - 1  | 1 - 0  |
| SD Ponferradina  | 3 - 4           | SD Eibar                  | 3 - 0  | 0 - 4  |
| Real Betis       | 5 - 3           | Real Sporting de Gijón    | 2 - 0  | 3 - 3  |
| Levante UD       | 2 - 3           | RCD Espanyol de Barcelone | 1 - 1  | 1 - 2  |
| UD Las Palmas    | 3 - 2           | Real Sociedad             | 2 - 1  | 1 - 1  |
| Rayo Vallecano   | E3 - 3          | Getafe CF                 | 2 - 0  | 1 - 3  |

Le Real Madrid est éliminé administrativement après avoir aligné Denis Tcherychev alors que le joueur russe était suspendu.

### Huitièmes de finale
Aller, le 6 janvier 2016. Retour, le 13 janvier 2016.
| Club recevant   | Résultat cumulé | Club visiteur             | Aller | Retour |
| --------------- | --------------- | ------------------------- | ----- | ------ |
| Athletic Bilbao | 4 - 2           | Villarreal CF             | 3 - 2 | 1 - 0  |
| FC Barcelone    | 6 - 1           | RCD Espanyol de Barcelone | 4 - 1 | 2 - 0  |
| Cadix CF        | 0 - 5           | Celta de Vigo             | 0 - 3 | 0 - 2  |
| SD Eibar        | 4 - 6           | UD Las Palmas             | 2 - 3 | 2 - 3  |
| CD Mirandés     | 4 - 1           | Deportivo La Corogne      | 1 - 1 | 3 - 0  |
| Rayo Vallecano  | 1 - 4           | Atlético Madrid           | 1 - 1 | 0 - 3  |
| Real Betis      | 0 - 6           | Séville FC                | 0 - 2 | 0 - 4  |
| Valence CF      | 7 - 0           | Grenade CF                | 4 - 0 | 3 - 0  |

### Quarts de finale
Aller, les 20 et 21 janvier. Retour, les 27 et 28 janvier.
| Club recevant   | Résultat cumulé | Club visiteur   | Aller | Retour |
| --------------- | --------------- | --------------- | ----- | ------ |
| Athletic Bilbao | 2 - 5           | FC Barcelone    | 1 - 2 | 1 - 3  |
| Celta de Vigo   | 3 - 2           | Atlético Madrid | 0 - 0 | 3 - 2  |
| Séville FC      | 5 - 0           | CD Mirandés     | 2 - 0 | 3 - 0  |
| Valence CF      | 2 - 1           | UD Las Palmas   | 1 - 1 | 1 - 0  |

### Demi-finales
Aller, les 3 et 4 février. Retour, les 10 et 11 février.
| Club recevant | Résultat cumulé | Club visiteur | Aller | Retour |
| ------------- | --------------- | ------------- | ----- | ------ |
| FC Barcelone  | 8 - 1           | Valence CF    | 7 - 0 | 1 - 1  |
| Séville FC    | 6 - 2           | Celta de Vigo | 4 - 0 | 2 - 2  |

## Finale
| Finale            | FC Barcelone             | 2 - 0 ap              | Séville FC | Stade Vicente-Calderón, Madrid |  |
| 22 mai 2016 21h30 | Alba 97e · Neymar 120+2e | (0 - 0, 0 - 0, 1 - 0) |            |                                |  |